# Adetus columbianus
Adetus columbianus es una especie de escarabajo del género Adetus, familia Cerambycidae. Fue descrita científicamente por Breuning en 1948.
Habita en Colombia.